# Opshomala viridis
Opshomala viridis är en insektsart som beskrevs av Jean Guillaume Audinet Serville 1831. Opshomala viridis ingår i släktet Opshomala och familjen gräshoppor. Inga underarter finns listade i Catalogue of Life.